# Cyril Stacul

a Compétitions nationales et continentales officielles uniquement.

b Matchs officiels uniquement.
Cyril Stacul, né le 12 octobre 1984 à Villeneuve-sur-Lot, est un joueur de rugby à XIII français évoluant au poste d'ailier, centre ou arrière. Formé au Villeneuve-sur-Lot, il a effectué une grande partie de sa carrière dans la franchise française des Dragons Catalans avant de rejoindre le Championnat de France avec successivement Pia et Lézignan. Ses bonnes performances en club l'amènent en équipe de France pour y disputer notamment la Coupe du monde 2013.

## Biographie
Originaire du fief treiziste Villeneuve-sur-Lot, il fait ses débuts avec le Villeneuve XIII. Il rejoint ensuite le Saint-Estève XIII catalan et fait parallèlement de nombreuses apparitions sous le maillot des Dragons Catalans lors des six saisons passées en Catalogne. Ses performances l'amènent en équipe de France dès 2007.
En 2013, il désire relancer sa carrière après une saison 2012 compliquée. Il s'engage avec le Pia XIII remportant le Championnat de France en 2013 puis rejoint lors de la saison 2013-2014 le FC Lézignan. Ce choix porte ses fruits également en sélection puisqu'il est appelé à disputer la Coupe du monde 2013.

## Palmarès
- Vainqueur du Championnat de France : 2021 (Lézignan).
- Finaliste de la Challenge Cup : 2007 (Dragons Catalans).
- Finaliste du Championnat de France : 2017 (Lézignan).
- Finaliste de la Coupe de France : 2017 (Lézignan).

## Distinctions personnelles
- 2010 : Participation à la coupe d'Europe des nations de rugby à XIII avec l'équipe de France.
- 2009 : Participation au tournoi des Quatre Nations avec l'équipe de France.

## Détails

### En sélection

#### Coupe du monde
| Édition         | Rang               | Résultats France | Résultats Stacul | Matchs Stacul |
| --------------- | ------------------ | ---------------- | ---------------- | ------------- |
| Angleterre 2013 | Quart-de-finaliste | 1 v, 0 n, 3 d    | 0 v, 0 n, 1 d    | 1/4           |

Légende : v = victoire ; n = match nul ; d = défaite.

### En club
| Saison | Club             | Compétition           | Matchs | Points | Essais | Buts | Drop |
| ------ | ---------------- | --------------------- | ------ | ------ | ------ | ---- | ---- |
| 2004   | Villeneuve R.L.  | Championnat de France | ?      | ?      | ?      | ?    | ?    |
| 2005   | Villeneuve R.L.  | Championnat de France | ?      | ?      | ?      | ?    | ?    |
| 2006   | Villeneuve R.L.  | Championnat de France | ?      | ?      | ?      | ?    | ?    |
| 2007   | Dragons Catalans | Super League          | 2      | 4      | 1      | 0    | 0    |
| 2008   | Dragons Catalans | Super League          | 13     | 8      | 2      | 0    | 0    |
| 2009   | Dragons Catalans | Super League          | 13     | 24     | 6      | 0    | 0    |
| 2010   | Dragons Catalans | Super League          | 12     | 8      | 2      | 0    | 0    |
| 2011   | Dragons Catalans | Super League          | 16     | 24     | 6      | 0    | 0    |
| 2012   | Dragons Catalans | Super League          | 6      | 4      | 1      | 0    | 0    |
| 2013   | S.M. Pia         | Championnat de France | 9      | 8      | 2      | -    | -    |
| 2014   | F.C. Lézignan    | Championnat de France | 13     | 36     | 9      | -    | -    |
| 2015   | F.C. Lézignan    | Championnat de France | 20     | 16     | 4      | -    | -    |
| 2016   | F.C. Lézignan    | Championnat de France | 18     | 12     | 3      | -    | -    |
| 2017   | F.C. Lézignan    | Championnat de France | 18     | 36     | 9      | -    | -    |
| 2018   | F.C. Lézignan    | Championnat de France | 19     | 20     | 5      | -    | -    |
| 2019   | F.C. Lézignan    | Championnat de France | 20     | 36     | 9      | -    | -    |
| 2020   | F.C. Lézignan    | Championnat de France | 9      | 20     | 5      | -    | -    |
| 2021   | F.C. Lézignan    | Championnat de France | 4      | 4      | 1      | -    | -    |